# Le Temps des secrets (film)
Pour le roman éponyme, voir Le Temps des secrets.
Pour plus de détails, voir Fiche technique et Distribution.
Le Temps des secrets est un film français écrit et réalisé par Christophe Barratier, sorti en 2022.
Il s'agit de l'adaptation du roman du même titre, troisième tome des Souvenirs d'enfance de Marcel Pagnol, paru en 1960.
Le film est présenté, en avant-première, en hors compétition, au Festival du film de comédie de l'Alpe d'Huez, le 21 janvier 2022.

## Synopsis
En juillet 1905, Marcel Pagnol a 10 ans. Venant d'achever ses études primaires, il intégrera à la rentrée le lycée Thiers, situé au centre-ville de Marseille. Mais avant cela, il retourne avec sa famille à la Bastide neuve, nichée dans les hauteurs de l'arrière-pays marseillais, pour profiter des longues vacances estivales.
L'occasion pour lui de retrouver les collines et la garrigue, mais également son ami Lili des Bellons, prêt à partager de nouvelles aventures en plein cœur de cette Provence si chère à son auteur. Cependant,  sa rencontre avec Isabelle, une fille de la ville en vacances au château des Bellons, impressionne et perturbe Marcel qui tombe sous le charme de la fillette mystérieuse et manipulatrice.

## Fiche technique
Sauf indication contraire, les informations mentionnées dans cette section peuvent être confirmées par la base de données cinématographiques Unifrance,  présente dans la section « Liens externes ».
- Titre original : Le Temps des secrets
- Réalisation : Christophe Barratier
- Scénario : Christophe Barratier et Laurent Turner (collaboration), d'après Le Temps des secrets de Marcel Pagnol
- Musique : Philippe Rombi
- Décors : Émile Ghigo
- Costumes : Mahemiti Deregnaucourt
- Photographie : Jérôme Alméras
- Son : Thomas Gastinel, Edouard Morin
- Montage : Chrystel Alépée
- Production : Hélène Cases et Ardavan Safaee
- Coproduction : Marie de Cenival
- Sociétés de production : Lionceau Films et Pathé ; France 3 Cinéma (coproduction)
- Sociétés de distribution : Pathé Distribution (France) ; Métropole Films Distribution (Québec), Pathé Films AG (Suisse romande)
- Budget : 9,27 millions d'euros[2]
- Pays de production :  France
- Langue originale : français
- Format : couleur
- Genre : comédie biographique
- Durée : 108 minutes
- Dates de sortie :
  - France : 21 janvier 2022 (Festival Alpe d'Huez)[3] ; 16 mars 2022 (sortie locale) ; 23 mars 2022 (sortie nationale)
  - Belgique, Suisse romande : 23 mars 2022[4],[5]
  - Québec : 1er avril 2022[6]
- Classification :
  - France : tous publics[7]
  - Belgique : tous publics (Alle Leeftijden)[4]
  - Québec : en attente de classement[6]

## Distribution
- Léo Campion : Marcel Pagnol
  - Marc Barbé : Marcel Pagnol adulte
- Guillaume de Tonquédec : Joseph Pagnol
- Mélanie Doutey : Augustine Pagnol
- François-Xavier Demaison : l'oncle Jules
- Anne Charrier : Tante Rose
- Baptiste Negrel : Lili des Bellons
- Lucy Loste Berset : Isabelle Cassignol « de Montmajour »
- Octave Charrier : Paul Pagnol
- Gwendoline Doycheva : Fifi
- Tristan Margheriti : Lagneau
- Olivia Côte : Madame Cassignol « de Montmajour »
- Didier Landucci : François, père de Lili
- Michel Vuillermoz : Monsieur Cassignol « Loïs de Montmajour »
- Bruno Raffaelli : Edmond des Papillons « Mond des Parpaillouns »
- Joséphine Grimaldi : Germaine Pagnol
- Véronique Balme : Clarisse
- Angelica Sarre : la boulangère
- Gérard Dubouche : le boulanger
- Lenny Saint-Denis : Pegomas
- Antoine Coesens : le proviseur du lycée Thiers
- Jean-Claude Baudracco : le curé
- Patrick Paroux : Socrate, professeur de latin au lycée
- Jean-Louis Barcelona : Pétunia, professeur de mathématiques au lycée
- Alban Casterman : « Fil de fer », surveillant au lycée, ancien élève de Joseph Pagnol
- Luc Palun : Pujol
- Jean-Pierre Léonardini : Le secrétaire du Petit Marseillais

## Production

### Tournage
Le tournage a eu lieu, d'Août à Octobre 2020, dans les départements des Bouches-du-Rhône et du Vaucluse en plus précisément dans le village de Grambois, lieu de tournage des deux premiers films de la tétralogie. La maison qui sert de « Bastide Neuve » est également celle des films d'Yves Robert.

### Musique
La musique du film est composée par Philippe Rombi, dont la bande originale sort le 15 mars 2022 chez Music Box Records. C'est la quatrième collaboration entre le compositeur et le réalisateur.
Liste de pistes
1. Ouverture Valse des Secrets (2:47)
2. Les retrouvailles (2:17)
3. Marcel et Lili (1:49)
4. La rencontre (1:11)
5. Le château des Bellons (1:27)
6. Le cœur battant (1:54)
7. Dilemme (1:58)
8. Le piano d'Isabelle (1:12)
9. En route vers "La Fronde" (1:11)
10. Le chevalier et la princesse (3:12)
11. Enchantement (1:34)
12. Les secrets (1:19)
13. Le temps des punitions (3:29)
14. La rentrée (1:04)
15. À la recherche d'Isabelle (1:57)
16. Augustine et Joseph (0:39)
17. Retour dans les collines / Course au lièvre (2:45)
18. La grotte du Taoumé (3:47)
19. Le serpent de Pétugue (1:27)
20. Désenchantement (2:39)
21. Final (3:25)

## Sortie

### Accueil critique
La critique est plutôt mitigée, et dans certains cas déçue. 20 Minutes salue la prestation de Mélanie Doutey qui « émeut dans le rôle de sa maman, féministe de la première heure. Cette chronique gorgée de soleil lui offre un très beau rôle de femme libre et aimante ». Pour Dernières Nouvelles d'Alsace, « On pourra reprocher que le long-métrage soit figé dans le passé… ou apprécier cette version provençale de la madeleine de Proust. D’autant plus que si Guillaume de Tonquédec et François-Xavier Demaison forcent trop leur accent, Mélanie Doutey et les jeunes acteurs réussissent à transmettre l’émotion et la mélancolie nécessaires pour s’impliquer dans le film ». La Voix du Nord parle quant à elle d’un « film ensoleillé au parfum de nostalgie ». Les Échos considère la pellicule comme une « adaptation sans surprise (...). Ce cinéma, sans prétention mais formolisé, n’a d’autres vocations que de nous faire rêver d’été devant la télé ». Pour Ouest-France, « malgré un beau casting, Le temps des secrets ploie sous un classicisme qui finit par l’étouffer ».
En France, le site Allociné recense une moyenne des critiques presse de 2,6/5 pour 20 critiques. En Suisse, le Cinéman donne une moyenne critique de 3,5/5. Au Québec, le site Cinoche donne une moyenne de 2,5/5 pour un ensemble de 3 médias.

### Box-office
Lors de son premier jour d'exploitation en France, le film familial réalise 39 488 entrées, dont 24 871 en avant-première, pour 646 copies. Il se place ainsi en seconde position derrière La Brigade (42 384) et devant le blockbuster américain Ambulance (37 688). Cette tendance est confirmée au bout de sa première semaine d'exploitation en réalisant 142 419 entrées ; le film est en seconde position derrière The Batman et devant Ambulance (123 544). Pour sa 2e semaine au box-office français, le film chute à la 7e place derrière La Brigade (123 366) et devant Goliath (84 910), en engrangeant 121 967 entrées. Lors de la 3e semaine d'exploitation en France, le film réalise plus de moitié moins d'entrées (57 132) et finit en dernière position du top 10 du box-office derrière La Brigade (59 567).
| Pays ou région | Box-office      | Date d'arrêt du box-office | Nombre de semaines |
| -------------- | --------------- | -------------------------- | ------------------ |
| France         | 441 741 entrées | 10 mai 2022                | 7                  |
| Total mondial  | -               | -                          | -                  |

## Distinction

### Sélection
- Festival international du film de comédie de l'Alpe d'Huez 2022 : Longs métrages - hors-compétition[3].